# Songs from the Tainted Cherry Tree
A Songs from the Tainted Cherry Tree Diana Vickers brit énekesnő és dalszerző debütáló albuma. A lemez kiadását 2009 novemberére tervezték, viszont Vickers főszerepe miatt (The Rise and Fall of Little Voice) elhalasztották, és végül 2010. május 3-án jelent meg az Egyesült Királyságban. Az első kislemez, a Once 2010. április 19-én jelent meg, és a brit kislemezlista első helyezéséig jutott el. 2010. május 7-én az album az ír albumlista 7. helyét érte el, majd két nappal később a brit albumlista élét, 35 951 eladott példánnyal az első héten. 2010 augusztusára a lemez elérte az arany minősítést.

## Háttér
Miután kiesett a The X Factorból 2008-ban, bejelentették Diana aláírt egy szerződést az RCA lemezkiadónál, illetve Vickers bejelentette, dolgozik debütáló albumán. A munkálatok 2009 áprilisában kezdődtek, és 2010 januárjáig tartottak. Egy öt dalból álló előzetes 2010 elején, illetve a Jumping Into Rivers már 2009 nyarán kiszivárgott. A dallistára később a Me & You című dalt is feltették, illetve a sorrenden is változtattak. Az albumborítón is változtattak. A lemez kiadását is április 26-ról május 3-ra halasztották. Az album címe egy dal címéből jött, amelyet Chris Braide mellett írt (The Boy Who Murdered Love):
„Írtam egy The Boy Who Murdered Love című számot Chris Braidevel, és van benne egy sor, ami egy mérgezett cseresznyefáról (tainted cherry tree) szól, amit nagyon költőinek találtam. Egy új kép alakult ki, melyben Ádám és Éva, a tiltott gyümölcs és a fiú szerepel…”
Braide még három dalon működött közre: Me & You, Four Leaf Clover és N.U.M.B., melyeket a dalszerző és producer londoni stúdiójában vettek fel. Diana rajta kívül még rengeteg dalszerzővel és producerrel dolgozott: Nerina Pallot, Andy Chatterley, Ellie Goulding, Cass Lowe, Savan Kotecha, Alexis Strum, Patrick Wolf, Dev Hynes, Guy Sigsworth és Starsmith. Vickers első kislemezét (Once) Cathy Dennis és Eg White írta, producere Mike Spencer volt. 2010. január 26-án bejelentették, hogy Vickers Gary Lightbodyval is dolgozott, aki a Snow Patrol tagja. A lemez egy feldolgozást is tartalmaz: a Hit című dalt, melynek eredeti előadója a The Sugarcubes.

## Fogadtatás

### A kritikusok értékelései
Kiadása után a Songs from the Tainted Cherry Tree vegyes értékeléseket kapott a kritikusoktól. Mayer Nissim (Digital Spy) maximális öt csillagot értékelt a lemeznek, szerinte Diana és a közreműködők „egy olyan albumot alkottak, amely elfogadható pop dallamokkal itattak át, miközben nem áldozta fel (Diana) báját és személyiségét.” Kevin Courtney (Irish Times) szerint „pop és indie keveréke, ami az ő javára sikerül”, hozzátette, szerinte vannak a lemezen „fülbemászó dalok”. Johnny Dee (Virgin Media) szerint reklámszerű viszont Vickers nem áldozta fel „némileg különös báját”, és „így a legjobb, a ritmus suttogásokkal összekeverve.” Ben Urdang (musicOMH) három csillagot értékelt az albumnak (ötből), szerinte „sikerült összhangot teremtenie, így az album kényelmesen ülhet, mint folyékony munka.” Hozzátette, az album „nem úttörő, nem is tökéletes”, és „ez egy szolid kezdete szólókarrierjének.” Mike Diver (BBC Music) Diana hangját dicsérte: „kiemelkedik a tömegből”, de nem győzte meg a szöveg és a lemez, szerinte „egy kis kompozíciós ravaszsággal jelentősen fejleszthető lenne.”
Simon Gage (Daily Express) ötből mindössze egy csillagot adott a lemeznek, kritizálva Diana „rikácsolós” hangját, hozzátette, a lemez „pop stílusú, zajos, és semmi kétség, a számok rémületet keltettek.” Simon Price (The Independent) szerint „javarészt felejthető dance popból és folktronikából áll”, és úgy gondolja, „nem kiemelkedő”. Dan Gennoe (Yahoo! Music) véleménye szerint „túl elfoglalt, hogy mindenkit vidámmá tegyen, és hogy más legyen, mint homályos és udvarias.” David Smyth (Evening Standard) úgy érezte, Vickers hangja „majdnem megkülönbözhetetlen” Ellie Goulding hangjától, továbbá szerinte „számai változókat, viszont a közönség nyitott egy olyan énekesre, aki érdekesebb munkát fog csinálni ennél.” Hugh Montgomery (The Observer) szerint „elektropop stílusú, ízléses balladákból áll, mely egy jövőbeli Didora utal.” Az albumot Jude Rogers „2010 egyik legjobb debütáló albumának” titulálta.

### Kereskedelmi fogadtatás
Az album először az ír albumlistán jelent meg 2010. április 29-én. 2010. május 9-én a lemez a brit albumlista első helyét érte el, leváltva Plan B The Defamation of Strickland Banks című albumát. Az első helyet viszont következő héten már nem kapta meg, a Keane Night Train című középlemeze lett az első. Ugyanezen a héten viszont váratlan sikert ért el, ugyanis a Korean Gaon Charts listán Once című kislemeze megjelent, és nyolc hétig fenn is maradt. A legjobb elért helyezése ott 39. volt. második kislemeze, a The Boy Who Murdered Love is feljutott a listákra; legjobb helyezése 16 volt, és 4 hétig jelent meg a listákon. 2010. július 25-én a második kislemez kiadásával az album visszatért a brit albumlista top 15-be.

## Kislemezek
- A Once az album első kislemezként jelent meg 2010. április 19-én az Egyesült Királyságban. Többségben pozitív kritikákat kapott, többek között Nick Levine (Digital Spy) dicsérte.[26] Írországban harmadik, az EU Hot 100 listán ötödik lett, míg a brit kislemezlista első helyét elérte. Ausztráliában 53., Új-Zélandon 45., Koreában 39. lett, promóció nélkül. 2010 májusában a Once már Új-Zéland rádiós listáira is felkerült.
- A The Boy Who Murdered Love az album második kislemeze. Vickers 2010. május 7-én közölte rajongóival Twitteren a dal kiadását.[27] Videóklipje 2010. június 2-án jelent meg, kislemezként július 18-án adták ki. Ugyanebben a hónapban a UK Top 40 Chart lista 36. helyét érte el, majd Koreában 16. lett.
- A My Wicked Heart lett a harmadik kislemez, melynek kiadását Diana uStreamen keresztül közölte rajongóival. A dal kiadása előtt nem jelent meg, az album deluxe kiadására tervezték, mely 2010 végén jelent volna meg. Viszont később úgy döntöttek, a kislemez Vickers második lemezén kap helyet. Ennek ellenére néhány európai albumon helyet kapott a dal bónuszként.

## Promóció
Promóciós célokból Vickers turnéba kezdett az Egyesült Királyságban és Írországban 2010-ben.

## Az albumon szereplő dalok listája
|     | Cím                        | Szerző(k)                              | Hossz |
| --- | -------------------------- | -------------------------------------- | ----- |
| 1.  | Once                       | Cathy Dennis, Eg White                 | 3:11  |
| 2.  | Remake Me + You            | Vickers, Ellie Goulding, Guy Sigsworth | 3:35  |
| 3.  | The Boy Who Murdered Love  | Vickers, Chris Braide                  | 3:21  |
| 4.  | Four Leaf Clover           | Vickers, Braide                        | 4:11  |
| 5.  | Put It Back Together       | Nerina Pallot                          | 4:04  |
| 6.  | You'll Never Get to Heaven | Vickers, Starsmith, Cass Lowe          | 4:02  |
| 7.  | Me & You                   | Vickers, Devonté Hynes, Braide         | 3:05  |
| 8.  | My Hip                     | Harmony Boucher, Tobias Karlsson       | 3:24  |
| 9.  | N.U.M.B                    | Vickers, Braide                        | 3:59  |
| 10. | Hit                        | Björk, The Sugarcubes                  | 3:09  |
| 11. | Notice                     | Vickers, Goulding, Sigsworth           | 3:34  |
| 12. | Jumping Into Rivers        | Vickers, Goulding, Sigsworth           | 3:37  |
| 13. | Chasing You                | Vickers, Boucher, Sigsworth            | 4:07  |

| 14. | Track by Track Commentary |  | 11:16 |
| 15. | Once (Videó készítése)    |  | 4:03  |

| 1. | Once                      | Cathy Dennis, Eg White                 | 3:11 |
| 2. | Remake Me + You           | Vickers, Ellie Goulding, Guy Sigsworth | 3:35 |
| 3. | The Boy Who Murdered Love | Vickers, Chris Braide                  | 3:21 |
| 4. | My Hip                    | Harmony Boucher, Tobias Karlsson       | 3:24 |
| 5. | Put It Back Together      | Nerina Pallot                          | 4:04 |

| 1.  | Sunlight                                                          | Mark Owen             | 3:58 |
| 2.  | Jumping Into Rivers (Frou Frou Central Mix)                       |                       | 3:33 |
| 3.  | Four Leaf Clover (Acoustic Version)                               |                       | 3:42 |
| 4.  | Once (Manhattan Clique Remix Edit)                                |                       | 3:25 |
| 5.  | Cold Kiss                                                         | Vickers, Braide       | 3:16 |
| 6.  | Just Say Yes (Radio 1 Live Lounge Session)                        |                       | 4:13 |
| 7.  | The Boy Who Murdered Love (Guena LG Glam As You Remix Radio Edit) |                       | 3:32 |
| 8.  | Once (Radio 1 Live Lounge Session)                                |                       | 3:00 |
| 9.  | My Wicked Heart                                                   | Vickers, Adams        | 2:56 |
| 10. | The Way You Say It                                                | Vickers, Chris Braide | 3:03 |
| 11. | My Wicked Heart (Gareth Wyn Remix)                                |                       | 5:24 |
| 12. | My Wicked Heart (Blackbox Remix)                                  |                       | 5:13 |
| 13. | My Wicked Heart (Campfire Acoustic Version)                       |                       | 3:43 |
| 14. | N.U.M.B (Demo Version)                                            |                       | 3:26 |
| 15. | More Than This                                                    | Vickers, Adams        | 3:42 |

## Albumlistás helyezések és eladási adatok
| Albumlista (2010)           | Legjobb helyezés | Minősítés | Eladás   |
| --------------------------- | ---------------- | --------- | -------- |
| European Top 100 albumlista | 4                |           |          |
| Ír albumlista               | 7                |           |          |
| Brit albumlista             | 1                | Arany     | 200 000+ |
| Skót albumlista             | 2                |           |          |
| Dél-koreai Gaon albumlista  | 15               |           |          |

| Előző Plan B - The Defamation of Strickland Banks | Brit albumlista első helyezettje 2010. május 9. - 2010. május 16. | Következő Keane – Night Train |

## Megjelenések
| Ország             | Dátum              | Formátum               | Kiadás   |
| ------------------ | ------------------ | ---------------------- | -------- |
| Írország           | 2010. április 30.  | CD, digitális letöltés | Standard |
| Egyesült Királyság | 2010. május 3.     | CD, digitális letöltés | Standard |
| Lengyelország      | 2010. július 5.    | CD                     | Standard |
| Ausztrália         | 2010. augusztus 6. | CD                     | Standard |
| Németország        | 2010. augusztus 6. | CD                     | Standard |